# Menandrianos
Se llaman menandrianos a los pertenecientes a la secta menandriana, discípulos de Menandro que a su vez, lo era de Simón el Mago. Pertenecían a las más antiguas sectas gnósticas. 
Tanto Menandro como Simón afirmaban en otras cosas, que nadie se podía salvar si no se bautizaba en nombre de Simón y que su bautismo le hacía mortal en esta vida. San Lino que fue el primer obispo de Roma tras el martirio de San Pedro y San Pablo anatematizó a los mandrianos por afirmar que el mundo no había sido creado por Dios sino por ciertos ángeles. 